# Ясьонна (Ленчицький повіт)
Ясьонна (пол. Jasionna) — село в Польщі, у гміні Пйонтек Ленчицького повіту Лодзинського воєводства.
Населення — 76 осіб (2011).
У 1975-1998 роках село належало до Плоцького воєводства.

## Демографія
Демографічна структура станом на 31 березня 2011 року:
|          | Загалом | Допрацездатний вік | Працездатний вік | Постпрацездатний вік |
| -------- | ------- | ------------------ | ---------------- | -------------------- |
| Чоловіки | 35      | 4                  | 24               | 7                    |
| Жінки    | 41      | 7                  | 20               | 14                   |
| Разом    | 76      | 11                 | 44               | 21                   |